# Carbone attivo
Il carbone attivo è un materiale contenente principalmente carbonio amorfo e avente una struttura altamente porosa ed elevata area specifica (cioè elevata area superficiale per unità di volume).
Grazie all'elevata area specifica il carbone attivo è in grado di trattenere al suo interno molte molecole di altre sostanze, potendo accomodare queste molecole sulla sua estesa area superficiale interna; in altre parole, il carbone attivo è un materiale che presenta elevate capacità adsorbenti grazie alla sua gerarchia interna.
Il carbone attivo è utilizzato nell'ambito della filtrazione sui carboni attivi, purificazione, deodorizzazione e decolorazione di fluidi.

## Storia
Le proprietà depuranti del carbone erano conosciute già dall'antichità. Per esempio in India il carbone di legna veniva usato per potabilizzare l'acqua mentre in Egitto come assorbente medico e agente depurante.
In tempi recenti negli Stati Uniti il carbone attivo da cenere nera fu utilizzato in campo industriale come decolorante di liquidi (es. industrie tessili).
In campo potabile le prime applicazioni risalgono al 1800 in Inghilterra dove veniva utilizzato per rimuovere gli odori dall'acqua trattata.
Nel corso dei primi anni del 1900, si è dato inizio sia alla produzione industriale che alla relativa applicazione in ambito di depurazione industriale degli effluenti liquidi e gassosi.

## Produzione
La produzione parte da materie prime ad elevato tenore di carbonio quali ad esempio legno, carbone, torba, gli involucri della noce di cocco.
Esistono due metodi di produzione del carbone attivo: 
- attivazione chimica: si usa generalmente per segatura e torba ed è basata sull'azione deidratante di alcuni composti chimici, come per esempio l'acido fosforico o il cloruro di zinco. La temperatura a cui avviene è compresa tra i 400 e i 1000 °C. Dopo la rimozione dell'agente chimico attraverso un'estrazione resta la struttura porosa del carbone attivato;
- attivazione a gas: viene usata una miscela gassosa contenente ossigeno o anidride carbonica. Alla temperatura di 800-1000 °C alcuni dei materiali di partenza si decompongono producendo numerosi pori estremamente piccoli e cricche.

La resa dipende dal grado di attivazione: un alto grado di attivazione è associato ad una bassa resa, che può essere compresa tra il 20 e il 60%. La produzione di carbone attivo può essere fatta in forni rotativi, fornaci multiple, fornaci ad albero verticale o del tipo a letto fluido. I più usati sono i forni rotativi, adatti alla produzione di particelle di dimensioni che vanno dalla polvere al materiale granulare ai pellet cilindrici.

## Tipi
Il carbone attivo si trova in più forme:
- il carbone attivo granulare (o GAC - Granular activated carbon): è formato da particelle di dimensioni paragonabili a quelle della sabbia (circa 0,8 mm) ed è utilizzato nel caso in cui sia necessario un materiale con pori più grandi e superficie specifica minore;
- il carbone attivo in polvere (o PAC - Powdered activated carbon): è formato da particelle più minute ed è utilizzato nel caso in cui sia necessario un carbone attivo con pori più piccoli e sia necessaria una superficie specifica maggiore.
- il carbone attivo estruso (o EAC - Extruded activated carbon): è formato da cilindretti estrusi ed è utilizzato per la trattamento delle emissioni gassose (e.g. impianti di recupero solvente, COV), dove sono richieste basse perdite di carico.

## Proprietà
La proprietà principale del carbone attivo è l'elevata superficie specifica (da 500 a 2500 m2/g), dovuta alla sua elevata porosità.
 Un grammo di carbone attivo presenta una superficie equivalente a quella di un campo di calcio.
I pori si suddividono in:
- macropori: con diametri > 50 nm;
- mesopori: con diametri compresi tra 2 e 50 nm;
- micropori: con diametro < 2 nm.

### Potere adsorbente
Il potere di adsorbimento del carbone attivo viene valutato in base ad alcuni indici specifici come l'indice di benzene, l'indice di melassa (indicativo della capacità del carbone di adsorbire sostanze ad elevato peso molecolare), indice di iodio (indicativa della proprietà del carbone di adsorbire composti inorganici ad alto peso molecolare), indice di blu di metilene (indicativo dell'attività del carbone con particolare riferimento alla sua microporosità).

## Utilizzi
I principali utilizzi del carbone attivo sono:
- decolorazione, ad esempio nell'industria alimentare;
- trattamento degli avvelenamenti come adsorbente delle tossine (Codice ATC: A07BA01);
- trattamento delle acque reflue industriali;
- potabilizzazione dell'acqua, ad esempio negli acquedotti;
- recupero di solventi in fase gassosa (impianti di recupero solventi, SRU - SRP - SRS) da attività imballaggio flessibile, converting, rivestimento, stampa ed altri processi.[3]
- supporto per catalizzatori;
- trattamento aria (ad esempio nei filtri abitacolo, al fine di ridurre eventuali molestie olfattive veicolate dall'aria esterna);
- eliminazione di antibiotici e fungicidi negli acquari, dopo il trattamento della durata prevista (spesso dalle 2 alle 4 settimane)

## Rigenerazione e riattivazione
L'accumulo di inquinanti sulla superficie del carbone attivo determina la perdita graduale del potere di adsorbimento fino ad annullarlo.
A questo punto il carbone attivo esausto deve essere sostituito oppure rigenerato attraverso un processo di rigenerazione (tipicamente in situ) o riattivazione che fa riacquistare al carbone le proprietà adsorbenti.
La rigenerazione e la riattivazione possono avvenire mediante:
- metodi chimici, o con reattivi chimici che ossidano le sostanze organiche adsorbite,  o con solventi che ne provocano l'estrazione;
- flusso di vapore[4] o di gas inerte (tipicamente azoto)[5] a temperature relativamente alte (150-220 °C) per il desorbimento dei composti organici volatili (COV) adsorbiti;
- processi di rigenerazione biologica;
- processi termici (riattivazione), attuati attraverso il riscaldamento del materiale in forni rotanti ad atmosfera controllata (per non ossidare il carbone) fino a temperature di 800-900 °C, provocando la pirolisi delle sostanze adsorbite.

Il metodo più efficace è l'ultimo summenzionato, cioè la riattivazione termica ad alte temperature (850-2500 °C), tuttavia comporta la perdita di una parte del carbonio trattato.